# Веселовская, Мирослава Ивановна
Мирослава-Ольга Ивановна Веселовская (5 марта 1937, Юськовичи — 19 августа 2007) — украинский советский деятель, новатор сельскохозяйственного производства, звеньевая колхоза имени Мичурина Буского района Львовской области. Герой Социалистического Труда (8.12.1973). Депутат Верховного Совета УССР 10-го созыва.

## Биография
Родилась в крестьянской семье. Получила среднее образование: окончила Олесько среднюю школу Буского района Львовской области.
С конца 1950-х годов — колхозница, с 1960 года — звеньевая колхоза имени Мичурина села Осиповка (центральная усадьба в селе Ожидов) Буского района Львовской области. Выращивала высокие урожаи сахарной свеклы, собирала по 500—700 центнеров свеклы с каждого гектара на площади 20 гектаров.
Член КПСС. Избиралась членом бюро Буского районного комитета КПУ Львовской области.
Потом — на пенсии в селе Йосиповке Буского района Львовской области.

## Награды
- Герой Социалистического Труда (8.12.1973)
- два ордена Ленина (1971, 8.12.1973)
- орден «Знак Почета» (1966)
- медали
- лауреат Государственной премии Украинской ССР